# Irene Rivera Andrés
Irene Rivera Andrés   (Mieres, 29 de novembre de 1969) és una política  espanyola. Va ser i és diputada d' Ciutadans (va ser substituïda per Carmen Prieto Bonilla, actualment no adscrita) al Congrés dels Diputats durant la XI legislatura d'Espanya, la XII legislatura d'Espanya i en el Parlament d'Andalusia.
Nascuda a Mieres (Astúries), Rivera va abandonar la seva terra natal als 17 anys per estudiar i iniciar la seva carrera professional.
És llicenciada en Ciències Físiques i ha desenvolupat la seva carrera professional com a funcionària de l'Administració General de l'Estat, formant part del Cos Superior de Sistemes i Tecnologies de la Informació de l'Administració de l'Estat. És pilot d'helicòpters i ha treballat per a la Direcció General de Trànsit.
Rivera es va afiliar a  Ciutadans a novembre de 2013 i es va adscriure a l'agrupació de Màlaga.
En febrer de 2015, Rivera va decidir fer el pas i presentar-se a les primàries per ser la cap de llista de la formació taronja per Màlaga a les eleccions andaluses de març de 2015. Després d'aconseguir els avals necessaris, Rivera va ser proclamada candidata i la nit del 22 de març es va convertir en diputada al Parlament d'Andalusia.
En juliol de 2015, Rivera es va presentar a les primàries per encapçalar la llista del partit de Albert Rivera a Congrés dels Diputats per Màlaga. Després guanyar-les per tan sols sis vots, Rivera va esdevenir la candidata i va aconseguir l'escó al Congrés després de les  eleccions del 20 de desembre. Durant la legislatura, Rivera va presidir la Comissió de Seguretat Viària i Mobilitat Sostenible i va exercir de portaveu en les comissions de Foment i d'Indústria, Energia i Turisme.